# 트랜스듀서
트랜스듀서(Transducer) 또는 변환기는 에너지를 한 형태에서 다른 형태로 변환하는 장치이다. 일반적으로 변환기는 한 형태의 에너지 신호를 다른 형태의 신호로 변환한다. 변환기는 전기 신호가 다른 물리적 양(에너지, 힘, 토크, 빛, 동작, 위치 등)으로 변환되거나 그 반대로 변환되는 자동화, 측정 및 제어 시스템의 경계에서 종종 사용된다. 한 형태의 에너지를 다른 형태로 변환하는 과정을 트랜스덕션(transduction)이라고 한다.

## 종류

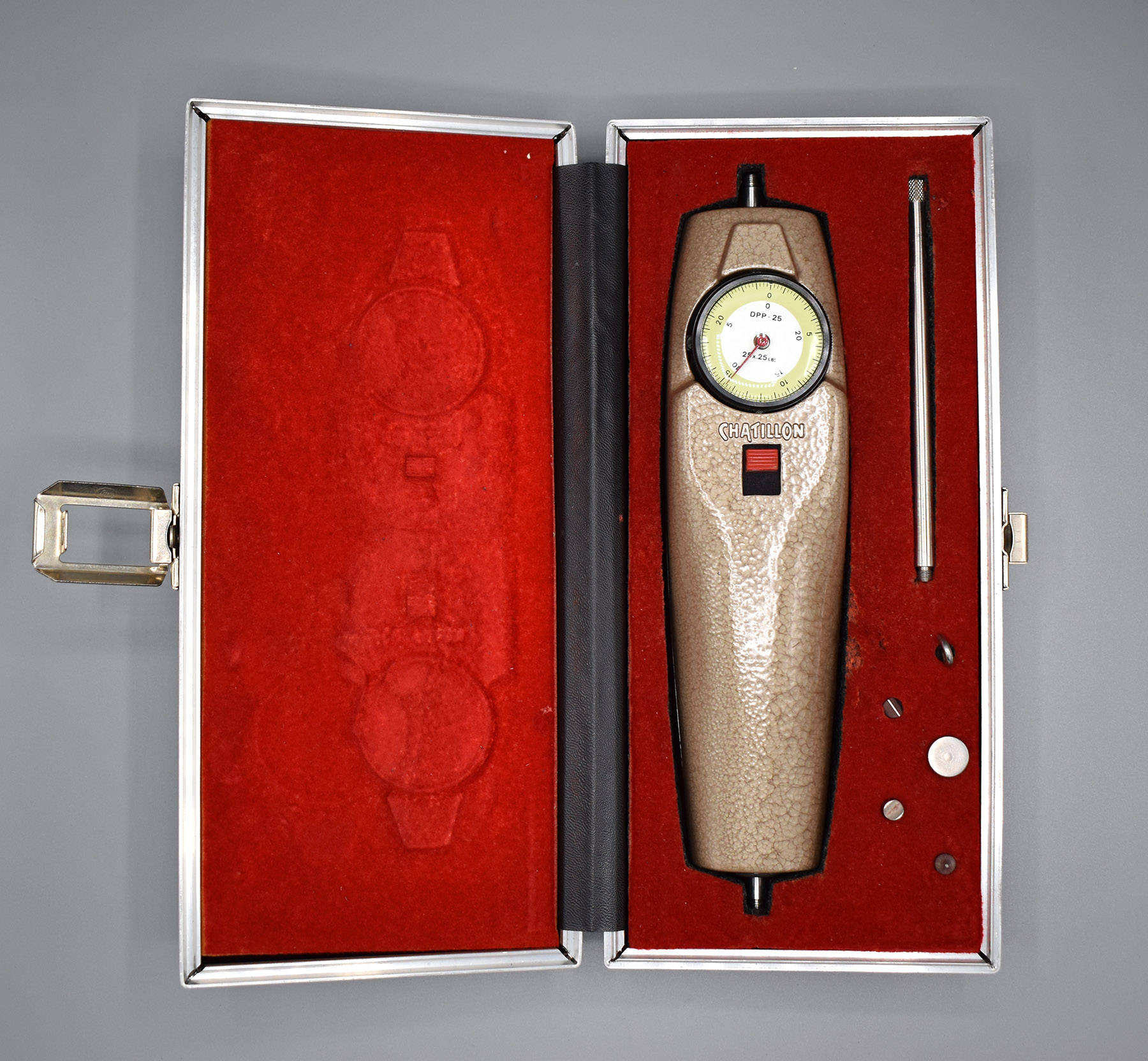
기계적 트랜스듀서

- 기계적 트랜스듀서: 물리적 양을 기계적 출력으로 또는 그 반대로 변환한다.
- 전기적 트랜스듀서: 물리량을 전기 출력 또는 신호로 변환한다. 이에 대한 예는 다음과 같다.
  - 온도 차이를 작은 전압으로 변경하는 열전대
  - 선형 가변 차동 변압기(LVDT)는 전기 신호를 통해 변위(위치) 변화를 측정하는 데 사용된다.

## 같이 보기
- 사이버네틱스
- 센서 목록